# Tessah Andrianjafitrimo
Tessah Andrianjafitrimo (* 11. Oktober 1998 in Montpellier) ist eine französische Tennisspielerin.

## Karriere
Andrianjafitrimo begann mit fünf Jahren mit dem Tennisspielen und bevorzugt laut ITF-Profil den Hartplatz. Sie spielt vorrangig Turniere des ITF Women’s Circuit, bei denen sie bislang neun Einzel- und zwei Doppeltitel gewinnen konnte.
Sie trat 2015 auch bei der Qualifikation zu den French Open an, besiegte dort in der ersten Runde Patricia Mayr-Achleitner und unterlag dann Olivia Rogowska. Für die BGL BNP Paribas Luxembourg Open 2015 erhielt sie eine Wildcard für das Hauptfeld, sie verlor ihr erstes Einzel gegen Tatjana Maria mit 5:7 und 5:7.
Vom französischen Tennisverband erhielt sie 2016 für den Einzel- und den Doppelwettbewerb der French Open ebenfalls eine Wildcard.

## Turniersiege

### Einzel
| Nr. | Datum              | Turnier         | Kategorie   | Belag     | Finalgegnerin    | Ergebnis       |
| --- | ------------------ | --------------- | ----------- | --------- | ---------------- | -------------- |
| 1.  | 12. Dezember 2015  | Lagos           | ITF $25.000 | Hartplatz | Tadeja Majerič   | 6:3, 5:7, 6:4  |
| 2.  | 7. August 2016     | Vinkovci        | ITF $10.000 | Sand      | Ivania Martinich | 6:4, 6:1       |
| 3.  | 23. April 2017     | Hammamet        | ITF $15.000 | Sand      | Camilla Scala    | 6:2, 6:4       |
| 4.  | 30. Juni 2019      | Périgueux       | ITF $25.000 | Sand      | Alice Ramé       | 6:75, 6:2, 6:2 |
| 5.  | 20. Juni 2021      | Figueira da Foz | ITF W25     | Hartplatz | Jessika Ponchet  | 6:73, 6:1, 6:0 |
| 6.  | 6. März 2022       | Guayaquil       | ITF W25     | Hartplatz | Hanna Chang      | 6:3, 6:3       |
| 7.  | 25. August 2024    | Vigo            | ITF W35     | Hartplatz | Misaki Matsuda   | 6:4, 6:3       |
| 8.  | 15. September 2024 | Le Neubourg     | ITF W75     | Hartplatz | Manon Léonard    | 6:2, 6:4       |
| 9.  | 23. Februar 2025   | Burnie          | ITF W35     | Hartplatz | Guo Hanyu        | 6:2, 6:3       |

### Doppel
| Nr. | Datum             | Turnier     | Kategorie   | Belag     | Partnerin              | Finalgegnerinnen                      | Ergebnis         |
| --- | ----------------- | ----------- | ----------- | --------- | ---------------------- | ------------------------------------- | ---------------- |
| 1.  | 12. Dezember 2014 | Dschibuti   | ITF $10.000 | Hartplatz | Ashmitha Easwaramurthi | Magali Kempen Wang Xiyao              | 3:6, 6:1, [10:8] |
| 2.  | 22. Februar 2015  | El Kantaoui | ITF $10.000 | Hartplatz | Anna Blinkowa          | Arabela Fernández Rabener Eva Wacanno | 6:4, 6:0         |

## Abschneiden bei Grand-Slam-Turnieren

### Einzel
| Turnier         | 2015 | 2016 | 2017 | 2018 | 2019 | 2020 | 2021 | 2022 | 2023 | 2024 | 2025 | Karriere |
| --------------- | ---- | ---- | ---- | ---- | ---- | ---- | ---- | ---- | ---- | ---- | ---- | -------- |
| Australian Open | —    | —    | —    | —    | —    | —    | Q2   | Q2   | —    | —    | —    | —        |
| French Open     | Q2   | 1    | 1    | Q1   | Q1   | Q2   | Q1   | 1    | —    | —    | Q1   | 1        |
| Wimbledon       | —    | —    | —    | —    | —    |      | —    | Q2   | —    | —    | Q1   | —        |
| US Open         | —    | —    | —    | —    | —    | —    | Q1   | Q1   | —    | —    |      | —        |

Zeichenerklärung: S = Turniersieg; F, HF, VF, AF = Einzug ins Finale / Halbfinale / Viertelfinale / Achtelfinale; 1, 2, 3 = Ausscheiden in der 1. / 2. / 3. Hauptrunde; Q1, Q2, Q3 = Ausscheiden in der 1. / 2. / 3. Qualifikationsrunde; nicht ausgetragen

### Doppel
| Turnier         | 2016 | 2017 | 2018 | 2019 | 2020 | 2021 | 2022 | 2023 | Karriere |
| --------------- | ---- | ---- | ---- | ---- | ---- | ---- | ---- | ---- | -------- |
| Australian Open | —    | —    | —    | —    | —    | —    | —    | —    | —        |
| French Open     | 1    | 1    | 1    | —    | 1    | —    | 1    | 1    | 1        |
| Wimbledon       | —    | —    | —    | —    |      | —    | —    | —    | —        |
| US Open         | —    | —    | —    | —    | —    | —    | —    | —    | —        |